# Avenir sportif de Béja
L'Avenir sportif de Béja est un club de volley-ball tunisien basé à Béja.